# Васькино (деревня, Чеховский район)
Васькино — деревня в Чеховском районе Московской области, в составе муниципального образования сельское поселение Баранцевское (до 29 ноября 2006 года входила в состав Баранцевского сельского округа), деревня связана автобусным сообщением с райцентром и соседними населёнными пунктами.

## Население
| 2002 | 2006 | 2010 |
| ---- | ---- | ---- |
| 116  | ↗117 | ↗132 |

## География
Васькино расположено примерно в 19 км на юго-восток от Чехова, на реке Люторка (левый приток Лопасни), высота центра деревни над уровнем моря — 178 м. На 2016 год в Васькино зарегистрировано 23 улицы и 6 садовых товариществ.

## Достопримечательности

### Церковь Рождества Пресвятой Богородицы

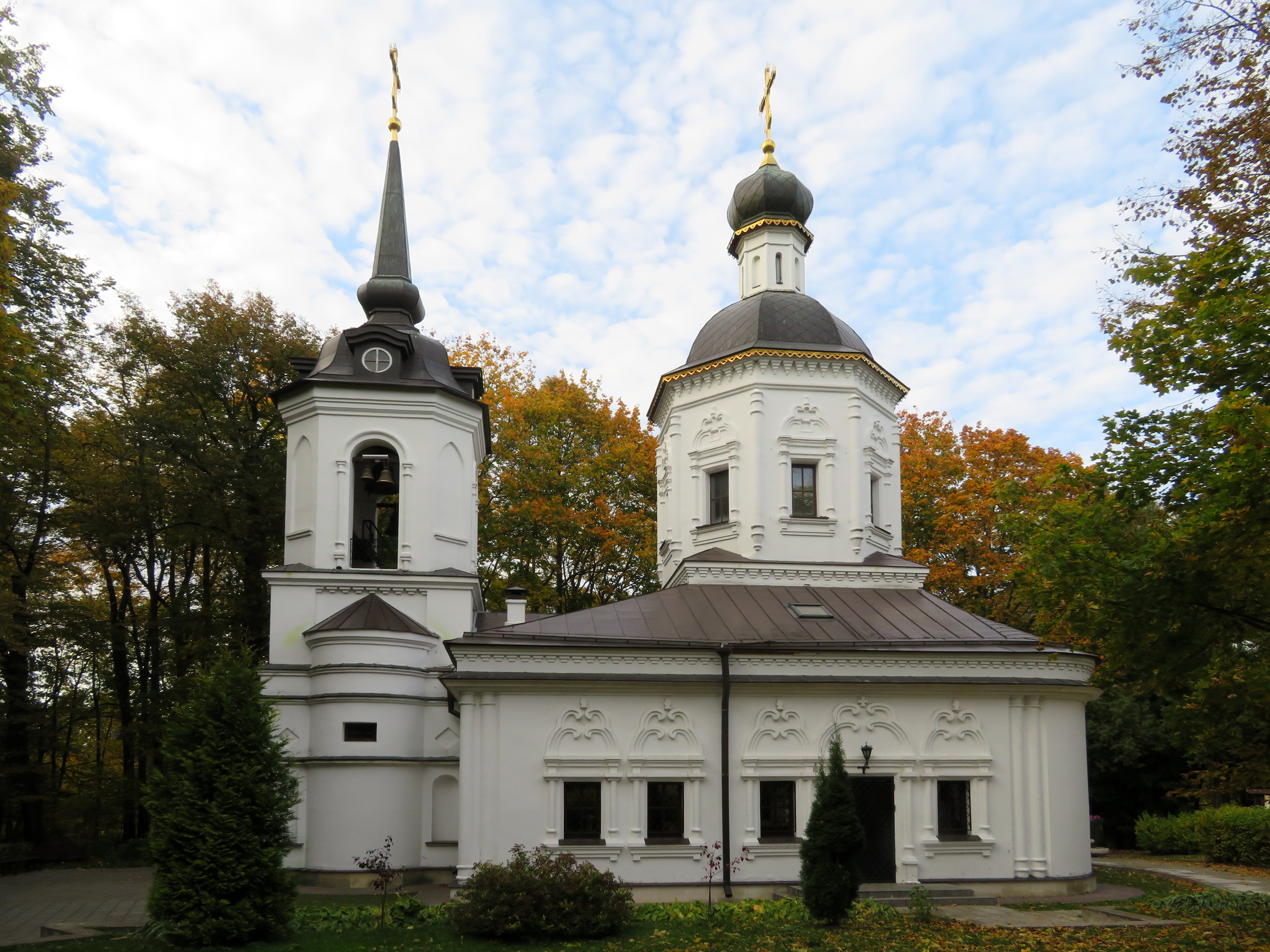
Рождественская церковь в Васькино

Кирпичная церковь Рождества Пресвятой Богородицы в стиле московского барокко, типа «восьмерик на четверике», с приделами Воскрешения Лазаря и Никиты Переяславского, была построена в Васькино в 1700 году, перестроена в 1795 году. В 1931 году закрыта, возвращена верующим в 1997 году. Находится на границе деревни и одноименного посёлка.

### Бывший детский оздоровительный лагерь «Юный Зиловец»

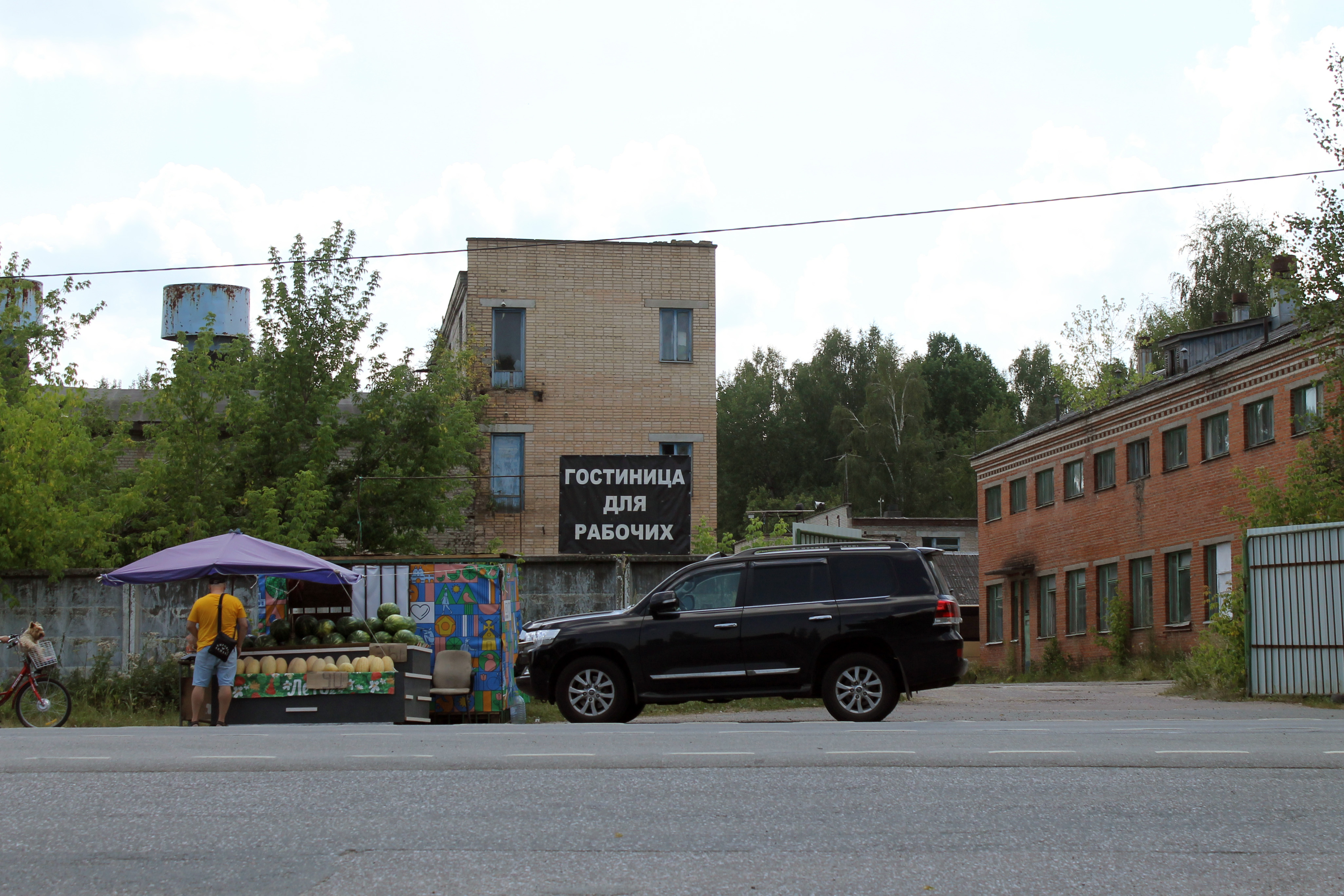
Бывший детский оздоровительный лагерь «Юный Зиловец»

В непосредственной близости от деревни находится детский оздоровительный (ранее – пионерский) лагерь «Юный Зиловец». Вместимость – 40 отрядов по 20 человек (по состоянию на 1988–90 гг.).